# Гілберт Маррі
Джордж Гілберт Еме Ма́ррі (англ. George Gilbert Aimé Murray ['mʌrɪ]; нар. 2 січня 1866, Сідней, Австралія — пом. 20 травня 1957, Оксфорд, Велика Британія), також можливі звучання прізвища: Ма́ррей, Му́ррей, Мю́ррей — англійський філолог-класик, письменник, перекладач, публіцист, авторитетний публічний інтелектуал.

## Життєпис
Батько був ірландцем за походженням, член парламенту Нового Південного Уельсу. 
Мати за віросповіданням протестантка, керувала школою для дівчаток. 1877 року разом із сином переїхала до Англії, де 1891 року померла. 
Гілберт закінчив Коледж святого Івана в Оксфорді. У 1889–1899 р. — став професором в Університеті Глазго, проте залишив посаду через поганий стан здоров'я. Потім кілька років займався літературою, театром і політикою. У 1905 р. повернувся до Оксфорду членом Нью-Коледжу, з 1908 р. — королівський професор. У 1925–1926 рр. викладав лекції Чарльза Еліота Нортона в Гарвардському університеті.
Дружина — леді Мері Генрієтта Говард, донька дев'ятого графа Карлайла. У подружжя було п'ятеро дітей. Син Гілберта Маррея — Безіл дружив з Івліном Во та став прообразом Безіла Сила в романах «Чорна напасть» і «Не шкодуйте прапорів». Донька Розалінда одружилася з істориком Арнольдом Тойнбі. Другий син Стівен став відомим адвокатом і громадським діячем.

## Наукова діяльність
У дослідженнях грецького театру та грецької релігії був близький до Джейн Елен Гаррісон, з якою познайомився у 1900 р., та до ритуальної школи (Кембриджські Ритуалісти).

## Письменницька творчість
У поезії — послідовник Суінбьорна. Перекладав п'єси Есхіла, Софокла (переклад Царя Едіпа був замовлений йому Йейтсом), Евріпіда, Арістофана, Менандра. У його перекладах ці п'єси були в той час поставлені в лондонському Ройал-Корт, у театрах США.

## Політична діяльність
Протягом усього життя підтримував Ліберальну партію. У 1901–1902 р. зблизився з Незалежною робітничою партією. Після закінчення Англо-бурської війни 1899–1902 р. відійшов від активної політичної діяльності та повернувся до перерваної академічної кар'єри. Був активним політичним журналістом і письменником. Брав участь у роботі Ліги Націй, зблизився на цьому підґрунті з Гербертом Веллсом.

## Вибрані публікації

### Праці з класичної літератури
- Історія давньогрецької літератури / A History of Ancient Greek Literature (1897)
- The Rise of the Greek Epic (1907)
- Greek Historical Writing, and Apollo: Two Lectures (1908, разом з Ульріхом фон Вілламовіц - Меллендорф)
- Ancient Greek Literature (1911)
- Four Stages of Greek Religion (1913)
- Евріпід і його епоха / Euripides and his Age (1913)
- Гамлет і Орест / Hamlet and Orestes: A Study in Traditional Types (1914)
- Філософія стоїків / The Stoic Philosophy (1915)
- Aristophanes and the War Party, A Study in the Contemporary Criticism of the Peloponnesian War (1919)
- Greek Historical Thought: from Homer to the Age of Heraclius (1924, разом з А. Дж. Тойнбі)
- Five Stages of Greek Religion (1925)
- Класична традиція в поезії / The Classical Tradition in Poetry (1927, нортонівські лекції)
- Aristophanes: A Study (1933)
- Aeschylus: The Creator of Tragedy (1940)
- The Wife of Heracles (1947)
- Greek Studies (1947)
- Hellenism and the Modern World (1953, радіобесіди)

### Літературні праці
- Gobi or Shamo, роман (1889)
- Carlyon Sahib, драма (1899)

### Есе, статті, памфлети
- Лібералізм та імперія / Liberalism and the Empire: Three Essays (1900, у співавторстві)
- Thoughts on the War (1914)
- The Foreign Policy of Sir Edward Grey, 1906—1915 (1915)
- Ethical Problems of the War (1915)
- Herd Instinct and the War (1915)
- How can war ever be right? ' (1915)
- Impressions of Scandinavia in War Time (1916)
- The United States and the War (1916)
- The Way Forward: Three Articles on Liberal Policy (1917)
- Great Britain's Sea Policy — A Reply to an American Critic (1917)
- Faith, War and Policy (1917)
- The League of Nations and the Democratic Idea (1918)
- Religio Grammatici: The Religion Of A Man Of Letters (1918)
- Satanism and the World Order (1920)
- The League of Nations and its Guarantees (1920)
- Essays and Addresses (1921)
- The Problem of Foreign Policy: A Consideration of Present Dangers and the Best Methods for Meeting Them (1921)
- Tradition and Progress (1922)
- The Ordeal of This Generation: The War, the League and the Future Halley Stewart Lectures 1928 (1930)
- The Intelligent Man's Way To Prevent War (1933, у співавторстві)
- Problems of Peace (1933, у співавторстві)
- Then and Now (1935)
- Liberality and Civilisation (1938)
- Stoic, Christian and Humanist (1940)
- The Deeper Causes of the War and its Issues (1940, у співавторстві)
- Anchor of Civilisation (1942)
- Myths and Ethics, or Humanism and the World's Need (1944)
- Humanism: Three B.B.C. talks (1944, у співавторстві)
- Victory and After (1945)
- From the League to the U.N. (1948)
- Spires of Liberty (1948, у співавторстві)
- Andrew Lang: The Poet (1948)
- The Meaning of Freedom (1956, у співавторстві)
- Humanist Essays (1964)

### Публікації російською мовою
- З книги Пять стадий греческой религии [Архівовано 9 січня 2017 у Wayback Machine.]

## Визнання
Має ступінь доктора права (LLD) університету Глазго (1900). 1912 відмовився від лицарського звання. Отримав Орден Заслуг 1941. Член Британської Академії.

## Цікаві факти
Став прототипом Адольфуса Казінса в драмі Бернарда Шоу Майор Барбара.